# Nystalea amatura
Nystalea amatura är en fjärilsart som beskrevs av William Schaus 1928. Nystalea amatura ingår i släktet Nystalea och familjen tandspinnare. Inga underarter finns listade i Catalogue of Life.